# René-Laurent Vuillermoz
René-Laurent Vuillermoz (pron. fr. AFI: [ʁəne‿loʁã vyjɛʁmo]) (Aosta, 26 ottobre 1977) è un ex biatleta italiano.
È fratello del fondista Richard, a sua volta sciatore nordico di alto livello.

## Biografia
Originario di Sarre, è entrato a far parte della nazionale italiana nel 2000. La sua carriera in Coppa del Mondo è iniziata nel 2002 a Oberhof, in Germania; in quella stagione si è piazzato al 53º posto in classifica generale. Nel massimo circuito internazionale ha ottenuto cinque podi, due individuali (3º nella sprint di Ruhpolding 2005, 3º nella sprint di Oberhof 2007) e tre nelle staffette (3º nella maschile di Anterselva 2003, 2º nella mista di Pyeongchang 2008, 2º nella maschile di Anterselva 2011).
In carriera ha partecipato a tre edizioni dei Giochi olimpici invernali, Salt Lake City 2002 (72º in individuale), Torino 2006 (39º in sprint, 13º in inseguimento, 25º in partenza in linea, 25º in individuale, 8º in staffetta) e Vancouver 2010 (54º in individuale) e a sette dei Mondiali, Chanty-Mansijsk 2003 (57º in sprint, 85º in individuale, 47º in inseguimento, 18º in staffetta), Oberhof 2004 (52º in sprint, 48º in inseguimento, 64º in individuale, 15º in staffetta), Hochfilzen/Chanty-Mansijsk 2005 (31º in sprint, 51º in inseguimento, 9º in staffetta, 19º in staffetta mista), Pokljuka 2006 (12º in staffetta mista), Anterselva 2007 (9º in sprint, 28º in inseguimento, 17º in individuale, 6º in staffetta mista, 4º in staffetta, 30º in partenza in linea), Östersund 2008 (40º in sprint, 38º in inseguimento, 5º in staffetta mista, 37º in individuale, 11º in staffetta) e Pyeongchang 2009 (39º in sprint, 43º in inseguimento, 7º in staffetta).
Si è ritirato al termine della stagione 2012.

## Palmarès

### Coppa del Mondo
- Miglior piazzamento in classifica generale: 27º nel 2006
- 5 podi (2 individuali, 3 a squadre):
  - 2 secondi posti (a squadre)
  - 3 terzi posti (2 individuali, 1 a squadre)

### Campionati italiani
- 11 medaglie[1]:
  - 5 ori (partenza in linea nel 2004; inseguimento nel 2005; partenza in linea nel 2006; inseguimento nel 2007; partenza in linea nel 2009)
  - 3 argenti (sprint nel 2002; inseguimento nel 2005; sprint nel 2007)
  - 3 bronzi (inseguimento nel 2004; sprint nel 2005; sprint nel 2008)

### Campionati italiani juniores
- 1 medaglia[1]:
  - 1 bronzo (sprint nel 2001)